# Astathes ignorantina
Astathes ignorantina är en skalbaggsart som först beskrevs av Thomson 1857.  Astathes ignorantina ingår i släktet Astathes och familjen långhorningar. Inga underarter finns listade.